# Scor alb
Scor alb este un film românesc din 2015 regizat de Marius Olteanu. Rolurile principale au fost interpretate de actorii Ioana Flora, Alexandru Potocean, Smaranda Caragea.

## Distribuție
Distribuția filmului este alcătuită din:
- Iulia Lazăr — Soția lui Popescu
- Ioana Flora — Dana
- Alexandru Potocean — Alex
- Claudiu Bleonț — Popescu, client taxi
- Smaranda Caragea